# ایالت اداماوا
ایالت اداماوا (به لاتین: Adamawa State) در ایالت در نیجریه است که در شرق این کشور واقع شده‌است.

## خصوصیات
ایالت اداماوا ۳۶٬۹۱۷ کیلومترمربع مساحت و ۳٬۷۳۷٬۲۲۳ نفر جمعیت دارد.